# Korax
Korax (i. e. 5. század) görög szónok
Szürakuszaiból származott, Hierón halála után, i. e. 467 körül az állam kormányzója volt, ám a politikától hamar visszavonult. Ő volt a retorika első tanítója, szabályait tanítványa, Tisziasz, akinek már az athéni szónoklattan fejlődésére is volt hatása, foglalta össze egy „Tekhné rhéroriké”-ben.